# Orthosia achsha
Orthosia achsha là một loài bướm đêm trong họ Noctuidae.